# Boxe aux Jeux méditerranéens de 2009
Navigation
Édition précédente Édition suivante
Les compétitions de boxe anglaise de la 16e édition des Jeux méditerranéens se sont déroulées du 26 juin au 5 juillet 2009 à Pescara, Italie.

## Résultats

### Podiums
| Catégories                  | Or                  | Argent               | Bronze                                  |
| Poids mi-mouches (-48 kg)   | Jérémy Beccu        | Kelvin de la Nieve   | Ferhat Pehlivan Alfonso Pinto           |
| Poids mouches (-51 kg)      | Nordine Oubaali     | Francisco Torrijos   | Samir Brahimi Vincenzo Picardi          |
| Poids coqs (-54 kg)         | Vittorio Parrinello | Abdelhalim Ouradi    | Hicham Mesbahi Wissam Salamana          |
| Poids plumes (-57 kg)       | Kerem Gurgen        | Branimir Stankovic   | Mohamed Amine Ouadahi Alessio di Savino |
| Poids légers (-60 kg)       | Domenico Valentino  | Filip Palic          | Ljubomir Marjanovic Yakup Kilic         |
| Poids super-légers (-64 kg) | Alexis Vastine      | Driss Moussaid       | Yassin Gaber al-Sheairy Hamza Hassini   |
| Poids welters (-69 kg)      | Onder Sipal         | Mehdi Khalsi         | Houssam Abdin Velibor Vidic             |
| Poids moyens (-75 kg)       | Rachid Hamani       | Adem Kilicci         | Luca Podda Mathieu Bauderlique          |
| Poids mi-lourds (-81 kg)    | Bosko Draskovic     | Abdelhafid Benchabla | Yahia El-Mekachari Onder Ozgul          |
| Poids lourds (-91 kg)       | Clemente Russo      | Mourad Sahraoui      | Mohamed Arjaoui Mohammad Ghosoun Sumar  |
| Poids super-lourds (+91 kg) | Roberto Cammarelle  | Marko Tomasovic      | Mohamed Homrani Alen Beganovic          |

### Tableau des médailles
| Place | Pays               | Médaille d'or | Médaille d'argent | Médaille de bronze | Total |
| ----- | ------------------ | ------------- | ----------------- | ------------------ | ----- |
| 1     | Italie             | 4             | 0                 | 4                  | 8     |
| 2     | France             | 3             | 0                 | 1                  | 4     |
| 3     | Turquie            | 2             | 1                 | 3                  | 6     |
| 4     | Algérie            | 1             | 2                 | 2                  | 5     |
| 5     | Monténégro         | 1             | 0                 | 1                  | 2     |
| 6     | Maroc              | 0             | 2                 | 2                  | 4     |
| 7     | Espagne            | 0             | 2                 | 0                  | 2     |
| 7     | Croatie            | 0             | 2                 | 0                  | 2     |
| 9     | Tunisie            | 0             | 1                 | 3                  | 4     |
| 9     | Serbie             | 0             | 1                 | 1                  | 2     |
| 11    | Syrie              | 0             | 0                 | 2                  | 2     |
| 11    | Égypte             | 0             | 0                 | 2                  | 2     |
| 13    | Bosnie-Herzégovine | 0             | 0                 | 1                  | 1     |
| Total | 13 pays médaillés  | 11            | 11                | 22                 | 44    |